# De rerum natura iuxta propria principia
Il De rerum natura iuxta propria principia è l'opera più importante e più nota del filosofo Bernardino Telesio. Tratta degli elementi costitutivi della natura e delle forze agenti, caldo e freddo, e segna un profondo distacco dalla filosofia di Aristotele, tanto da poter essere considerata una delle tappe fondamentali del processo speculativo che dà inizio al pensiero moderno.

## Edizioni dell'opera
La prima edizione fu pubblicata nel 1565 a Roma con il titolo De  natura iuxta propria principia, in due libri. Cinque anni dopo, nel 1570, a Napoli uscì una seconda edizione, sempre in due libri, ma con rilevanti modifiche, tra le quali il titolo, che divenne De rerum natura iuxta propria principia. A quest'ultima seguì una terza e definitiva edizione, in nove libri, nel 1586.
Una copia a stampa dell'opera è andata distrutta, insieme ad altre pergamene antiche, in un incendio sviluppatosi il 18 agosto 2017 in un edificio del centro storico di Cosenza in cui sono morte tre persone. La Biblioteca Civica di Cosenza custodisce le tre differenti edizioni.

## De natura iuxta propria principia(1565)
(De natura iuxta propria principia, Proemio)
La prima edizione dell'opera, in due libri, si apre con un lunghissimo proemio, che sarà eliminato nella seconda, nel quale Telesio afferma di essersi occupato di filosofia solo in età avanzata, dopo aver letto in originale i testi dei maggiori filosofi greci e latini, e di nutrire la speranza di poter costruire un sapere mai raggiunto in passato. Espone, poi, le sue tesi sulla materia e sui due contrari, caldo e freddo, che agiscono su di essa, sul cielo e sulla terra, sulla natura dell'anima. Convinto della necessità di rielaborare la forma ed alcuni dei temi proposti, Telesio si dedicò negli anni successivi alla revisione del testo, fino alla pubblicazione di una seconda edizione, che manteneva invariato il numero complessivo dei libri.

## De rerum natura iuxta propria principia(1570)
(Lettera di Berardino Telesio al Cardinale Flavio Orsini del 28 aprile 1570)
L'opera è suddivisa in due libri, che comprendono rispettivamente cinquantasette e sessanta capitoli, ognuno dei quali è introdotto da una breve sintesi.

### Libro primo
Nel primo capitolo, proemio e premessa metodologica all'intera opera, Telesio critica i filosofi che lo hanno preceduto, accusandoli di avere indagato la natura con la sola ragione e di avere immaginato il mondo a loro arbitrio, reputandosi di ingegno pari a quello di Dio. Bisogna, invece, studiare i principi primi e la natura oggettivamente, osservando le cose che i sensi ci rivelano.
A partire dal secondo capitolo Telesio descrive il mondo e i suoi elementi costitutivi: cielo, terra (giudicati i più importanti da un punto di vista quantitativo e qualitativo), mare ed aria. Essi interagiscono reciprocamente e producono cambiamenti sugli enti, in virtù di caldo e freddo, uniche forze agenti sulla materia e sui corpi. Il caldo, che risiede nel Sole, produce luce e movimento; il freddo, qualità peculiare della Terra, genera tenebre e immobilità. Telesio sostiene, con ampie argomentazioni, che il caldo precede il moto, in natura e nel tempo. Se il moto è prodotto dal calore, dal freddo derivano invece l'immobilità e la compattezza dei corpi.
Il Sole agisce sulla Terra, producendo sui corpi e su tutti gli enti trasformazioni non repentine ma attraverso passaggi intermedi. Il caldo modifica la corposità della materia e non agisce solo sui corpi che si trovano in superficie, ma anche sui fluidi. Le due forze si contrappongono nella loro azione su ogni ente; non è possibile, però, determinare la quantità di caldo necessaria al cambiamento di stato; Telesio ritiene che all'uomo non sia in alcun modo conoscibile tale aspetto. Gli animali e le piante sono costituiti da una materia eterogenea e da un caldo uniforme e blando.
Richiamando le dottrine dei filosofi antichi, Telesio afferma che tutte le cose sono prodotte dal simile ovvero da enti costituiti dalla stessa sostanza. Il Sole e la Terra, non essendo formati dalla medesima sostanza, non possono trasformarsi l'uno nell'altra, sebbene esercitino un'azione reciproca. Il cielo contiene e abbraccia la terra, è tenue, fregiato di stelle e diviso in sfere, che non si muovono con uno stesso moto. Il Sole, grandissimo e luminosissimo, è dotato di un movimento duplice: uno velocissimo, che evita che possa agire troppo a lungo su uno stesso ente, l'altro più lento, grazie al quale ogni luogo ha un'illuminazione costante.
I principi agenti e i primi corpi sono eterni e non sono soggetti a cambiamenti. 
Telesio puntualizza che ad ogni sostanza non bisogna attribuire un solo tipo di movimento, in quanto potenzialmente ciò che è mobile può muoversi secondo ogni tipologia di moto. Di contro, si ritiene che siano assurde le conclusioni di Aristotele perché la terra è immobile e le cose non si muovono per natura, ma per l'opera del caldo. Il filosofo crede che le parti della terra che sono immobili non possano sorreggersi in quanto solo ciò che si muove è in grado di farlo; la caduta verso il basso non è determinata dal freddo, ma dalla corposità ossia dall'abbondanza di materia.
La Terra, pur essendo una grande massa immobile, riesce a sorreggersi perché non ha luogo dove cadere. Di seguito si confuta la dottrina dei Peripatetici, i quali hanno sostenuto che gli enti sono spostati da una forza impressa e da un moto introdotto. Gli oggetti in movimento tornano verso il basso semplicemente perché attratti da una materia affine. Nei capitoli conclusivi si ribadisce che il cielo e le stelle, in quanto sede di calore, hanno natura ignea; Aristotele ha, al contrario, sostenuto una tesi diversa, non accettando l'evidenza che sia i sensi sia la ragione mostrano.

### Libro secondo
Nel secondo libro Telesio, consapevole che le sue tesi sono contrarie a quelle di Aristotele, si propone di esporre, discutere e confutare la dottrina del filosofo greco, manifestando l'intenzione di procedere alla demolizione del principio di autorità, in considerazione dell'assunto che ogni filosofo deve tendere alla verità e non deve accettare passivamente quanto altri hanno teorizzato. Telesio sente il dovere di rivelare a tutti la verità che i sensi mostrano e questo rende necessario confutare con ampie argomentazioni le tesi del filosofo stagirita. Egli ha individuato due principi agenti contrapposti; ha, poi, associato caldo, freddo, umido e secco ai primi corpi fuoco, aria, acqua e terra. La confutazione di Telesio ha inizio proprio dalla discussione dell'idea di Aristotele sui quattro elementi primordiali. Se Aristotele avesse considerato con maggior rigore le informazioni che i sensi ci forniscono, avrebbe sostenuto che i primi corpi sono solamente due: cielo e terra, ossia caldo e freddo.
Telesio si propone di discutere e verificare anche la dottrina di Ippocrate. Costui fu il primo a sostenere la molteplicità degli elementi che costituiscono la natura e l'uomo, individuandoli nel caldo, nel freddo, nell'umido e nel secco, capaci di generare e modificare gli enti. Se per Ippocrate gli enti nascono dalla mescolanza di secco e umido, per il filosofo cosentino umido e secco non possono definirsi nature agenti prime, poiché appare evidente che derivano dal caldo e dal freddo. Lo stesso Aristotele – secondo Telesio – sarebbe stato indotto dalle teorie di Ippocrate a credere, erroneamente, che i principi primi fossero quattro, non considerando l'evidenza empirica. Infatti l'acqua non è fredda, né l'aria estremamente calda, come sostenuto dal filosofo greco, né il fuoco secco; Aristotele avrebbe dovuto considerare che solo la terra ed il fuoco sono corpi primi. Da questa erronea premessa lo Stagirita conclude che tutti gli altri corpi sono composti dai primi quattro elementi; Telesio, invece, crede che non sia possibile una loro mescolanza e lo dimostra con alcuni esempi.
Si passa, di seguito, a discutere del movimento del Sole, secondo Aristotele causa efficiente delle cose: contro questa teoria, il filosofo cosentino sostiene che solo il caldo e il freddo, in eterna opposizione, moderati dall'azione di Dio, si possono ritenere vere cause efficienti. La generazione e la corruzione  degli enti non sono determinate dall'azione del Sole; esso riscalda e si muove, non è mosso da un motore immobile e non produce calore sfregando l'aria, bensì in virtù della sua stessa natura.
La critica si allarga anche al pensiero di Alessandro di Afrodisia e di Averroè. Telesio considera poi la natura e il moto della luce, proprietà peculiare del Sole: derivando da quest'ultimo, essa è calda e riscalda. Averroè  non ha attribuito alla luce il caldo e ha cercato di spiegarne la capacità di riscaldare facendo riferimento ad altri fattori. Il  cielo stesso si muove per la propria natura a causa del caldo ed il suo moto è circolare non perché imiti l'ordine di un intelletto; il solo movimento che possa garantire che il cielo non si fermi mai è, infatti, quello circolare. Pertanto non è affatto necessario risalire ad un motore immobile che muove senza esser mosso né postulare il principio che  omne quod movetur ab alio movetur. Il filosofo cosentino giudica le argomentazioni aristoteliche inconsistenti e crede fermamente che non ci sia bisogno di spiegare la persistenza del moto del cielo con l'esistenza di un motore incorporeo. Questo, però, non equivale a sostenere che Dio non esiste. Nel breve capitolo conclusivo Telesio dichiara che a chiunque, seppure incolto ed empio, risulta certa l'esistenza di Dio, creatore di tutte le cose.

## De rerum natura iuxta propria principia(1586)
(De rerum  natura iuxta propria principia, IX, 2)
La terza e definitiva edizione dell'opera si apre con una dedica a Ferrante Carafa; seguono nove libri. Di questi i primi quattro corrispondono, seppur con aggiunte ed integrazioni, ai due dell'edizione del 1570, mentre i cinque libri successivi trattano nuovi temi e anche questioni etiche.
Telesio discute di spazio e tempo, del concetto e della definizione di luogo, del vuoto, del sommo bene, approfondendo concetti e problemi trattati nelle due edizioni precedenti. Il quinto libro è quasi interamente dedicato alla dottrina dell'anima. Nel sesto si tratta diffusamente della dottrina della generazione. La diade dei libri settimo e ottavo ha come tema ancora l'anima, ma anche la conoscenza intellettuale. Nella parte conclusiva, infine, si tratta dell'etica e, in particolare, del problema della libertà.
- (LA) De rerum natura iuxta propria principia, Napoli, Orazio Salviani, 1586.